# Charles II de Cossé

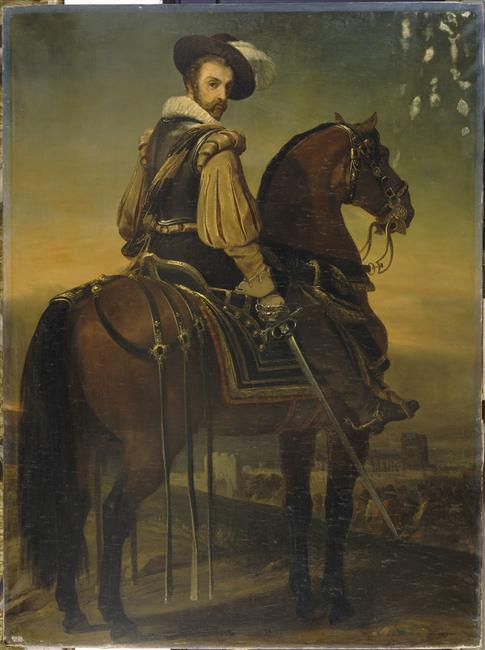
Charles II de Cossé, hertig av Brissac

Charles II de Cossé, hertig av Brissac, född omkring 1550 och död 1621, var en fransk militär, son till Charles I de Cossé.
Charles II de Cossé visade missnöje med Henrik III:s styre, och slöt sig därför till katolska ligan. Han var en av ledarna, när folket i Paris reste sig mot kungen. I samband med mordet på hertigen av Guise arresterades Charles II de Cossé, något som ökade hans förbittring mot kungen, och han slöt sig vid frigivandet genast till ligan. Av ligan utsågs han till guvernör i Paris, men öppnade dock i mars 1594 stadens portar för Henrik IV, då denne kom för att ta staden i besittning. Han utnämndes av denne till marskalk, och var därefter en trogen anhängare av kungamakten.